# Daisy Alik-Momotaro
Daisy Alik-Momotaro est une femme politique des Îles Marshall, un État de la région de Micronésie. Elle est parlementaire, membre de la Nitijeļā, l'Assemblée législative des Îles Marshall de 2015 à 2019, représentant la circonscription de Jaluit. Elle s'exprime notamment sur les droits des femmes et le changement climatique.

## Biographie

### Formation, vie professionnelle
Daisy Alik-Momotaro effectue ses études supérieures à l'Université d'État de Portland aux États-Unis, où elle obtient une double licence en études de genre et en communication, puis à l'Université du Pacifique Sud, où elle obtient une maîtrise en administration des affaires. Elle cofonde en 1987 une association nationale de femmes, la Women United Together Marshall Islands (Femmes unies ensemble pour les îles Marshall, WUTMI), et elle en est la directrice exécutive pendant treize ans. Elle devient en 2012 la secrétaire permanente du ministère de la Culture et des Affaires intérieures. Elle se prépare à se présenter aux élections législatives en 2015 lorsqu'une loi est adoptée, qui oblige les candidats à la fonction publique à prendre treize mois de congé de la fonction publique avant les élections ; alors que de nombreux candidats retirent leur candidature, Daisy Alik-Momotaro continue sa campagne électorale, elle choisit d'être chauffeur de taxi à Majuro pour continuer à percevoir des revenus pendant sa campagne, elle est de ce fait la première femme chauffeur de taxi à Majuro,,.

### Sénatrice
Daisy Alik-Momotaro est élue à l'Assemblée législative lors des élections marshallaises de 2015, pour la circonscription de Jaluit. En tant que parlementaire, elle intervient et s'exprime sur des questions telles que la violence domestique, la santé des femmes, le changement climatique et l'égalité des sexes. Elle exprime aussi ses inquiétudes quant à la situation critique des écoles privées religieuses dans le pays, affirmant qu'elles remplissent un rôle important en matière d'éducation mais qu'elles sont souvent au bord de la fermeture en raison de leur manque de financement. En février 2016, elle est nommée nouvelle présidente du Comité des relations judiciaires et gouvernementales. 
Elle est battue aux élections générales de 2019 aux Îles Marshall.